# Human Lanterns

Human lanterns (en chinois 人皮燈籠, Ren pi deng long) est un film d'horreur de Chung Sun produit par la Shaw Brothers et sorti en 1982.
Le film mélange arts martiaux et horreur. L'ambiance est macabre et l'intrigue assez simple.
Les chorégraphies de Tang Chia (La Rage du tigre) mettent en avant un kung fu classique et esthétique.

## Fiche technique
- Titre original : 人皮燈籠
- Titre anglais : Human Lanterns
- Réalisation : Chung Sun
- Scénario : Ni Kuang, Chung Sun
- Société de production : Shaw Brothers
- Direction des combats : Tang Chia, Huang Pei-chih
- Pays d'origine :  Hong Kong
- Langue originale : mandarin
- Format : Couleurs - 2,35:1 - Mono - 35 mm
- Genre : wuxia pian, horreur, documentaire
- Dates de sortie : 14/07/1982

## Distribution
- en:Tony Liu
- Chen Kuan-tai
- Lo Lieh
- Tanny